# Silvije Strahimir Kranjčević
Silvije Strahimir Kranjčević (Senj, 1865. február 17. – Szarajevó, 1908. október 29.) horvát költő.

## Életútja
A Velebit-hegység alatti felső-adriai kisvárosban, Senjben született. A gimnáziumi tanfolyamot szülőhelyén végezte, majd teológiát hallgatott. Apja 1883-ban Rómába küldte tanulni, a pápai szemináriumba (Collegium Germanicum), azonban néhány hónappal később hazatért, mert nem bírta a fegyelmet, a dogmák tömjénes, gyertyás légkörét. Helyette a tanítói hivatást választotta, ahol keserű üldöztetés, intrika és sok megaláztatás érte. Így 1884-ben kilépett tehát a papnevelőből és Strossmayer és Rački segítségével Zágrábban folytatta tanulmányait, mint polgári iskolai tanárjelölt. 1886-ban letette a tanári vizsgát és a mostari polgári iskolánál tanított, majd a horvátországi közoktatásügyi osztály vezetője volt. Később áthelyezték Szarajevóba, ahol irodalmi folyóiratot szerkesztett, majd nem sokkal később meghasonlottan, testben és lélekben összetörve hunyt el negyvenhárom éves korában.
Fiatalságától kezdve nélkülözni kényszerült, szinte mindig koldusszegény volt. Tanítósága első decenniumában nemzeti érzésével, szókimondásával, harcias szabadelvűségével az akkori Boszniát adminisztráló hatóságokkal állandó összeütközésbe került. Már gimnáziumi tanuló korában írt verseket. Első költeménye 1883-ban jelent meg a Hrvatska Vila-ban (Horvát tündér). Szerelmi költeményei Ja pregaram (Parázsként égek) cím alatt a spalatói Nada (Remény) c. folyóiratban jelentek meg 1883-ban. Rómából 1884-ben küldött költeményeket a Sloboda (Szabadság), Zvonimir bécsi almanachba (Otpusteni vojnik, Az obsitos katona; Iz samostana, A zárdából) és a Vijenacba (Noć na Foru, Éjjel a Forumon; Kolo sreće, A szerencse kereke). 1885-ben kiadta Bugarkinje (Elégiák) c. verskötetét. Lírai költeményei legjavát Livno, Mostar és Bjelina városaiban írta. Számtalan költeménye jelent meg, melyek közül nevezetesebbek: Ideali (Ideálok, 1890); Astrea. Pamet i sreća (Ész és szerencse); Smrti (A halálhoz); Stara slika (Régi kép, 1891). 
Kázmér Jenő így jellemzi Kranjčevićet 1939-ben a Kalangya c. folyóiratban megjelent írásában: "Pesszimista költő! Világfelfogásának, gondolatainak, érzéseinek ez az alaphangja. Nem hangulat. Valóságos rendszer, amelynek keretei között él, gondolkodik, cselekszik, lázong. Olyan lenyűgöző érzése ez, hogy nem tud előle menekülni. Minél jobban uralja gondolatait, annál inkább beleveti magát. Nem is próbál menekülni. Világképét a jónak pusztulása és a rossznak felülkerekedése tölti be. [...] Szomorú élete hű tükre költészetének. Eszmék és gondolatok fűtötték melankóliáját, de szenvedélyessége dinamizmusát pesszimizmusa sem tudta megtörni. Mindig a halhatatlan hőskölteményre készült, és a költemény élete, amely hősi, mert tragikus. Magányos költő maradt mindaddig, amíg a horvát irodalom utolsó ötven évének kritikusai rá nem jöttek arra, hogy tulajdonképpen a modern horvát líra elindítója."

## Kötetei
- Bugarkinje, 1885. (Sirámok)
- Izabrane pjesme, 1898. (Válogatott versek)
- Trzaji, Donja Tuzla, 1902.
- Pjesme, Zagreb, 1908.